# Premužićeva staza

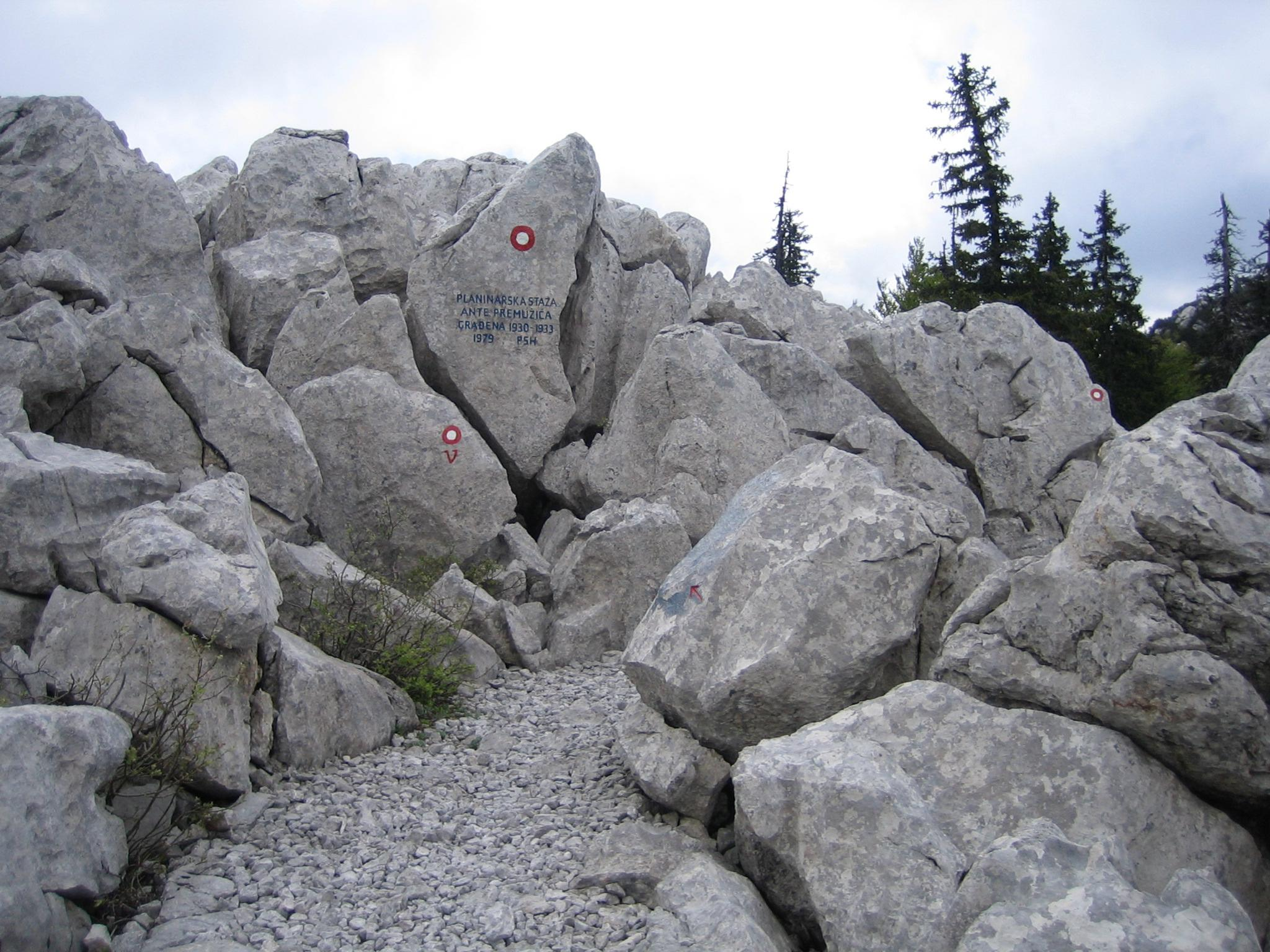
Anfang der Premuziveva staza (Premužić-Pfad)

Die Premužićeva staza (deutsch Premužić-Wanderweg) befindet sich im Nationalpark Nördlicher Velebit in Kroatien.
Dieser insgesamt über 50 Kilometer lange Wanderweg ist nach dem Forstingenieur Ante Premužić benannt, unter dessen Leitung er in den 1930er-Jahren angelegt wurde. Der am meisten begangene und spektakulärste Teil führt vom Gebiet des Zavižan (Berghütte, Kapelle, botanischer Garten) zum Veliki Alan (Pass oberhalb Jablanac, Berghütte) vorbei an den schroffen Schründen und Kuppen der Rožanski kukovi. Er bietet viele schöne Ausblicke und beeindruckt durch die zahlreichen, gut unterhaltenen Trockenmauern.  Vom Veliki Alan führt der Weg weiter bis Baške Oštarije.
Abgesehen vom Premužić-Weg gibt es in der Region viele Forststraßen, die sich ebenfalls für Wanderungen eignen.